# (22621) Larrybartel
(22621) Larrybartel (1998 KO28) – planetoida z pasa głównego asteroid okrążająca Słońce w ciągu 4,46 lat w średniej odległości 2,71 j.a. Odkryta 22 maja 1998 roku.